# 小行星9089
小行星9089（英語：9089）是一颗围绕太阳公转的小行星。1995年10月26日，清水義定、浦田武在那智胜浦町发现了此天体。
这颗小行星的绝对星等为174.812508691695等。